# 卵管結紮術
卵管結紮術（らんかんけっさつじゅつ、英: Tubal ligation）、または、卵管結紮（英: tubes tied）(女性のパイプカット)は、女性の不妊手術でおこなわる外科的手術の１つである。失敗率は年間0.5%である。この手術は恒久的避妊法とされる。追加の利点として、卵巣腫瘍のリスクを軽減する。
一般的に安全であるが、合併症には、出血、感染症、子宮外妊娠などがあげられる。帝王切開による出産の後におこなわれる場合と、出産とは別の時点で開復術または腹腔鏡手術でおこなわれる場合がある。施術には、両側卵管切除術などが含まれる。卵管結紮は月経に影響したり、性感染症を予防したりしない。輸卵管を遮断、切断、または、取り除くことで、卵子と精子が会うことを妨げ受精できなくする。
この処置が初めておこなわれたのは1880年である。2020年時点では、生殖年齢の女性が最も一般的に受けている避妊法であり、その人数は2億1900万人（23％の避妊している女性）である。特にインドでの施術率は59％と一般的である。一般的に年配の女性が受けている。米国での施術にかかる費用は最大6,000米ドルである。非外科的方法の開発への努力は継続されている。後悔を経験する女性もいるため、長時間作用型可逆避妊薬（LARCs）の検討を勧めることもある。